# Трушковская, Мария Ангела
 Мария Анге́ла Трушко́вская  (пол. Maria Angela Truszkowska, 16.05.1825 года, Калиш, Царство Польское, Российская империя (ныне Польша) — 10.10.1899 года, Краков, Австро-Венгрия (ныне Польша)) — блаженная Римско-Католической Церкви, монахиня, основательница женской монашеской конгрегации фелицианок.

## Биография
София Камила Трушевская родилась 16 мая 1825 года в городе Калиш, Царство Польское, Российская империя, в многодетной семье помощника прокурора. В 1834 году семья Софии Камилы переехала в Варшаву. В 1841 году София Камила серьёзно заболела и не могла обучаться в школе. Через некоторое время она выехала вместе со своей учительницей Анастасией Котович на лечение в Швейцарию. После возвращения в Польшу София Камила продолжила самообразование. В 1854 году в Варшаве было организовано благотворительное общество святого Викентия де Поля и София Камила стала принимать активное участие в его деятельности. В ноябре 1854 года она купила квартиру в Варшаве и организовала там приют для нескольких бездомных детей и сирот.
3.06.1855 года София Камила вступила в третий францисканский орден для мирян, в который её принял капуцин священник Гонорат Козьминский, ставший её духовником. После вступления в этот орден она взяла себе монашеское имя сестра Мария Ангела. 21.11.1855 года сестра Мария Ангела решила создать конгрегацию для ухода за детьми и пожилыми людьми, посвятив эту конгрегацию святому Феликсу. Начинание сестры Марии Ангелы постепенно стало разрастаться, к ней стали присоединяться другие женщины, желавшие помогать бедным и сиротам. В 1859 году сёстры фелицианки основали монастыри на Востоке Польши. Во время Польского Восстания 1863 года монахини в своих монастырях организовывали госпитали для участников восстания. После подавления восстания российская власть за помощь восставшим полякам запретила деятельность монахинь на территории Польского Царства. В 1866 году сестра Мария Ангела выехала в Краков, где стала руководить деятельностью сестёр фелицианок.
Мария Ангела умерла 10 октября 1899 года и была похоронена в часовне при церкви Непорочного Сердца Марии в Кракове. Её мощи хранятся в этой церкви до сих пор.

## Прославление
18.04.1993 года сестра Мария Ангела была причислена к лику блаженных римским папой Иоанном Павлом II.
День памяти в Католической церкви — 10 октября.